# Spilosoma grandis
Spilosoma grandis là một loài bướm đêm thuộc phân họ Arctiinae, họ Erebidae.